# جوزيه فلوريس
جوزيه فلوريس (بالإنجليزية: Jose Flores)‏ هو لاعب كرة قاعدة أمريكي، ولد في 28 يونيو 1973 في نيويورك في الولايات المتحدة.

## وصلات خارجية
- جوزيه فلوريس على موقعبيزبول رفرنس.كوم (الدوري الرئيسي) (الإنجليزية)
- جوزيه فلوريس على موقعبيزبول رفرنس.كوم (الدوري الثانوي) (الإنجليزية)
- جوزيه فلوريس على موقع مشجعي الرسوم البيانية (الإنجليزية)